# Saison 2014 de l'équipe cycliste Cult Energy Vital Water

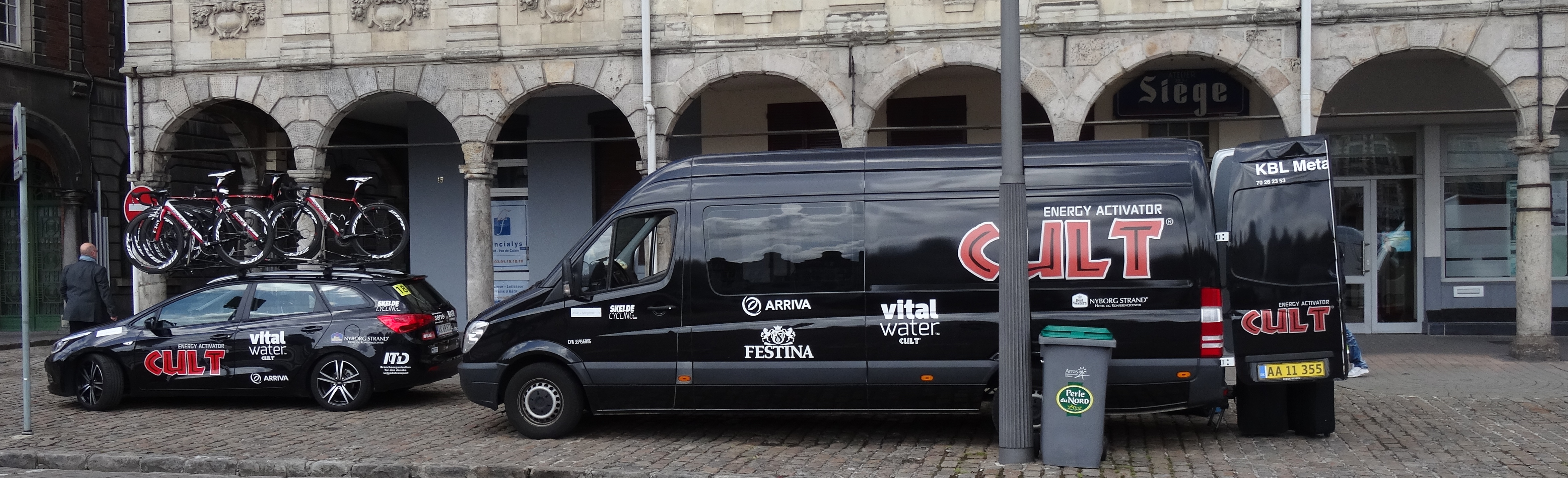
Une voiture et une camionnette de l'équipe lors de la 3e étape du Paris-Arras Tour 2014.

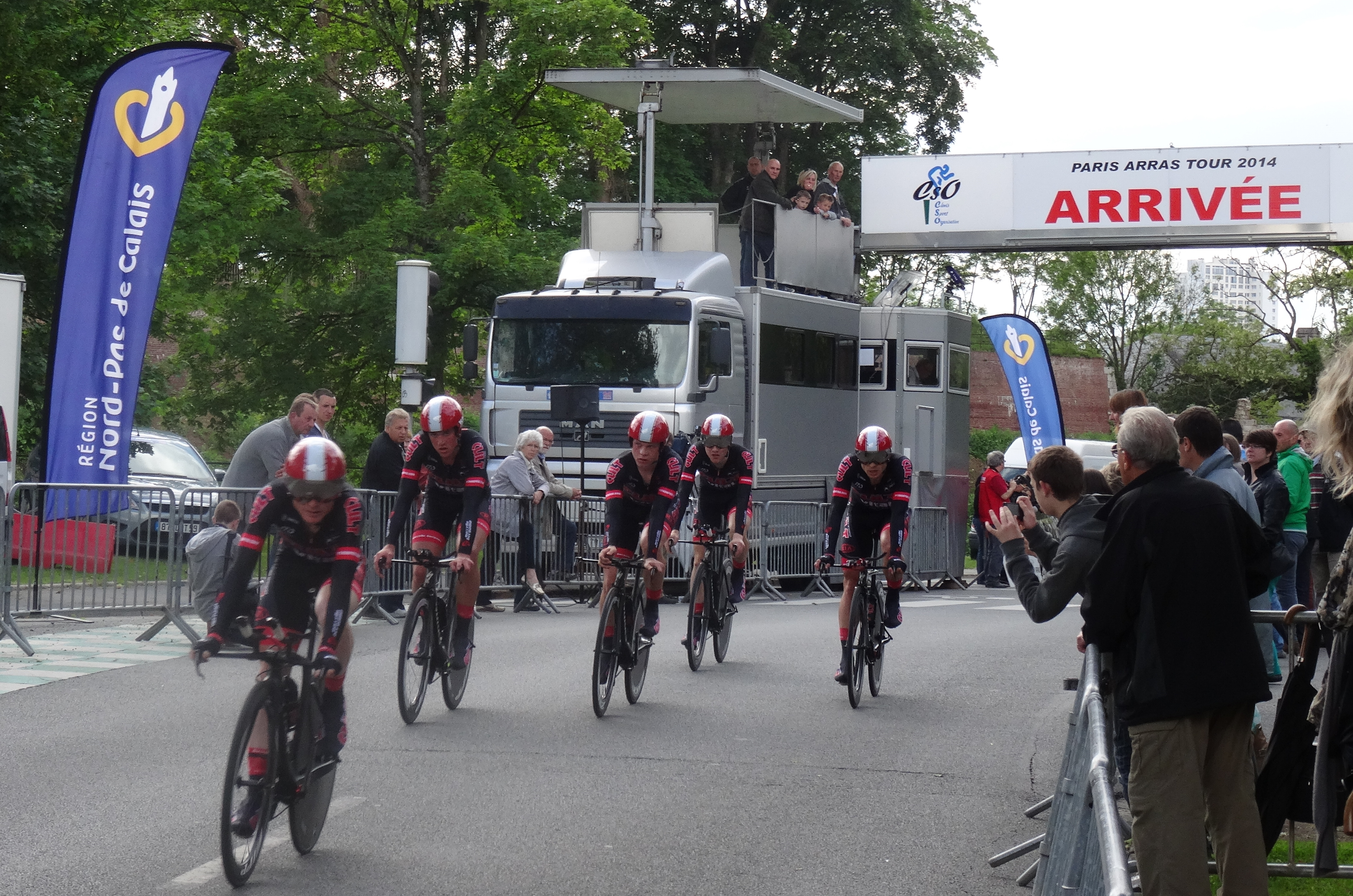
Cinq des six coureurs franchissent l'arrivée du contre-la-montre par équipes de la 1re étape du Paris-Arras Tour 2014 à Arras.

La saison 2014 de l'équipe cycliste Cult Energy Vital Water est la quinzième de cette équipe.

## Préparation de la saison 2014

### Arrivées et départs
| Arrivées                  | Équipe 2013                |
| ------------------------- | -------------------------- |
| Lasse Bøchman             |                            |
| Michael Carbel Svendgaard |                            |
| Mads Christensen          | Saxo-Tinkoff               |
| Martin Mortensen          | Concordia Forsikring-Riwal |
| Mads Pedersen             | Roskilde Junior            |
| Emil Vinjebo              | Trefor                     |

| Départs         | Équipe 2014            |
| --------------- | ---------------------- |
| Patrick Clausen | Trefor-Blue Water      |
| Jesper Hansen   | Tinkoff-Saxo           |
| Alexander Kamp  | Christina Watches-Kuma |
| Kasper Linde    | Riwal                  |
| Niki Østergaard |                        |
| Michael Valgren | Tinkoff-Saxo           |

## Coureurs et encadrement technique

### Effectif

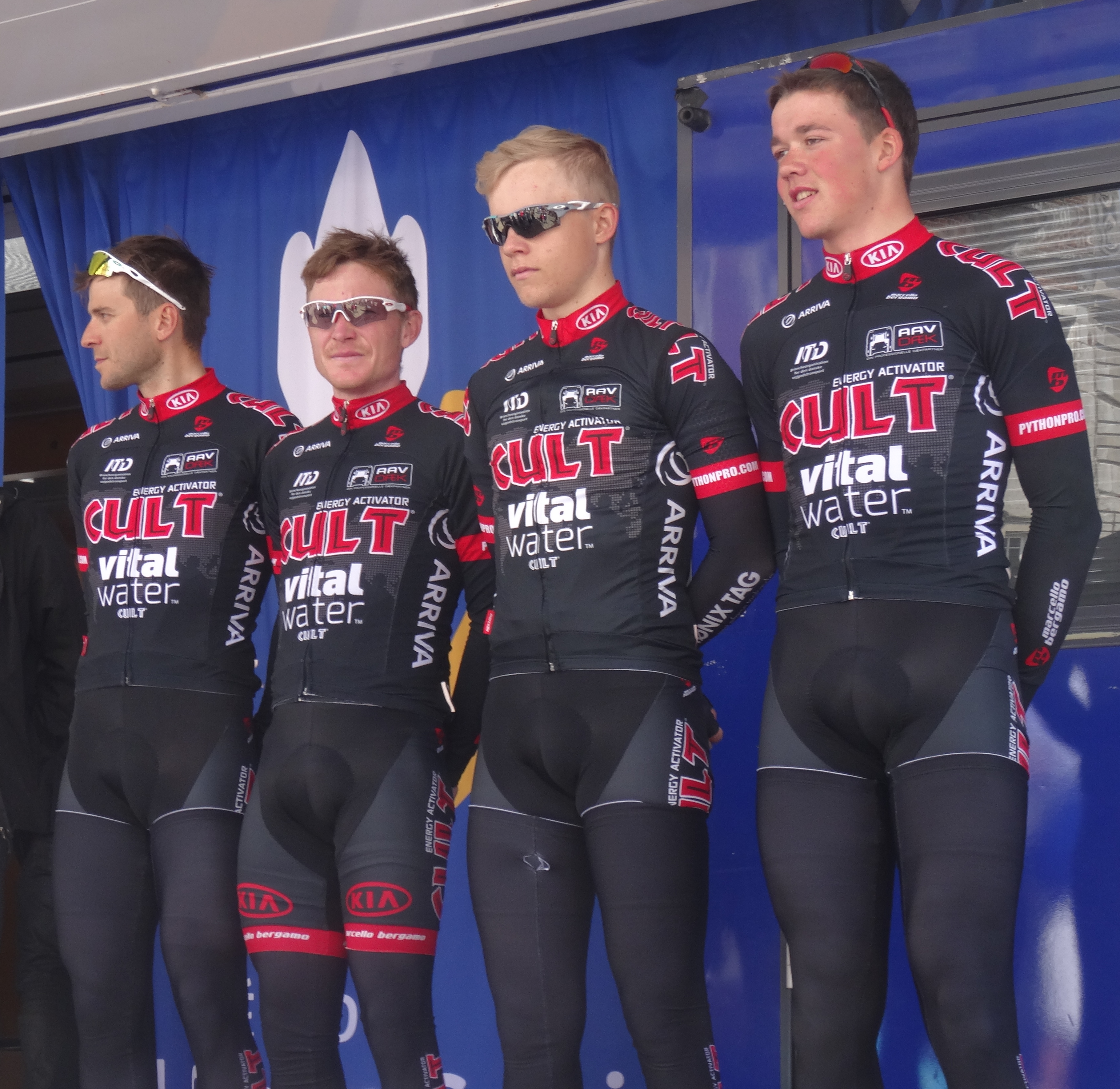
L'équipe lors de la 3e étape du Paris-Arras Tour 2014.

Treize coureurs constituent l'effectif 2014 de l'équipe. Tous sont danois,.
| Cycliste                  | Date de naissance | Nationalité | Équipe 2013                |
| ------------------------- | ----------------- | ----------- | -------------------------- |
| Lasse Bøchman             | 13 juin 1983      | Danemark    |                            |
| Michael Carbel Svendgaard | 7 février 1995    | Danemark    |                            |
| Mads Christensen          | 6 avril 1984      | Danemark    | Saxo-Tinkoff               |
| Magnus Cort Nielsen       | 16 janvier 1993   | Danemark    | Cult Energy                |
| Christian Jørgensen       | 5 novembre 1984   | Danemark    | Cult Energy                |
| Martin Mortensen          | 5 novembre 1984   | Danemark    | Concordia Forsikring-Riwal |
| Mads Pedersen             | 18 décembre 1995  | Danemark    | Roskilde Junior            |
| Michael Reihs             | 25 avril 1979     | Danemark    | Cult Energy                |
| Mads Würtz Schmidt        | 31 mars 1994      | Danemark    | Cult Energy                |
| André Steensen            | 12 octobre 1987   | Danemark    | Cult Energy                |
| Rasmus Sterobo            | 11 août 1991      | Danemark    | Cult Energy                |
| Emil Vinjebo              | 24 mars 1994      | Danemark    | Trefor                     |
| Troels Vinther            | 24 février 1987   | Danemark    | Cult Energy                |

Portraits
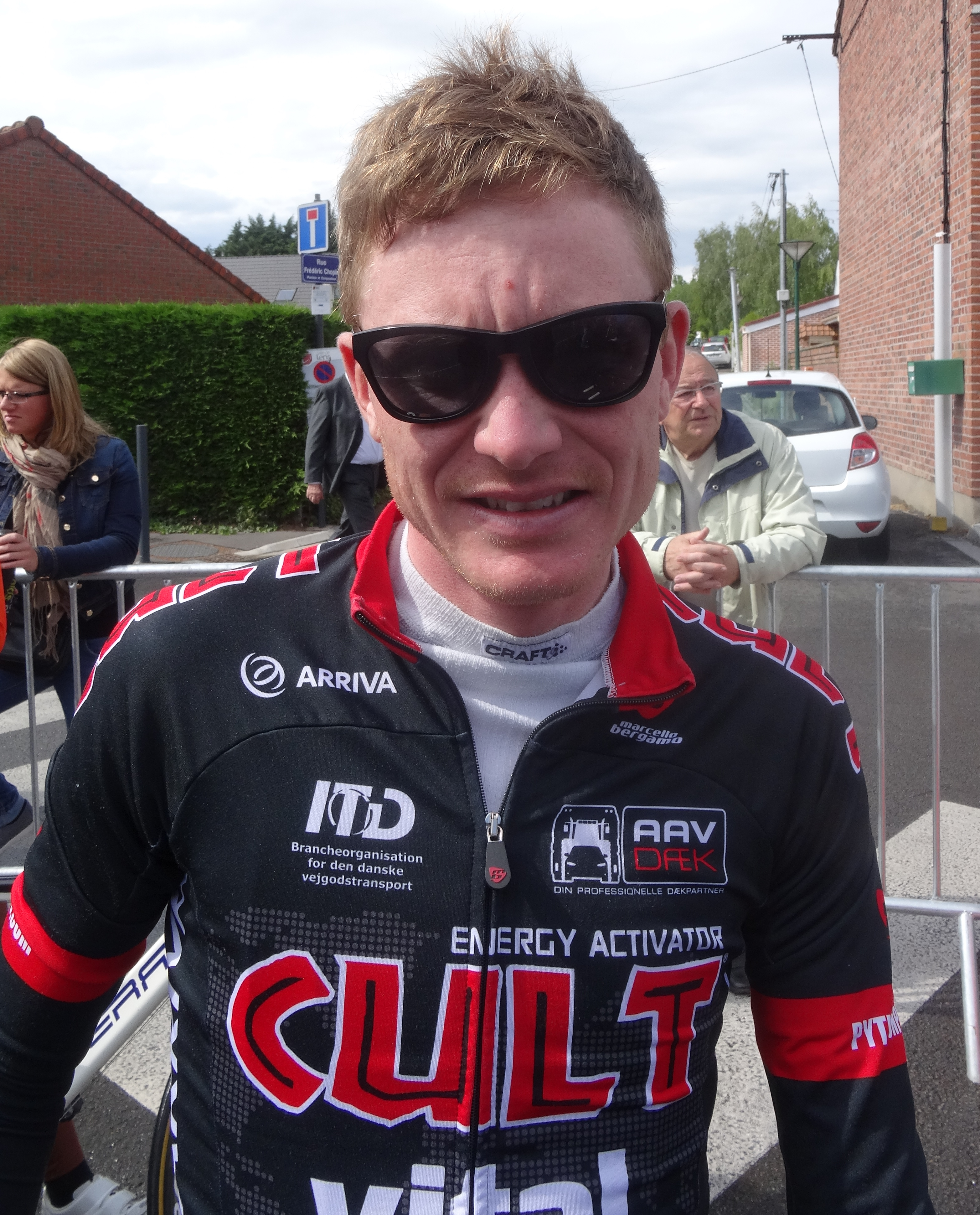
Lasse Bøchman.
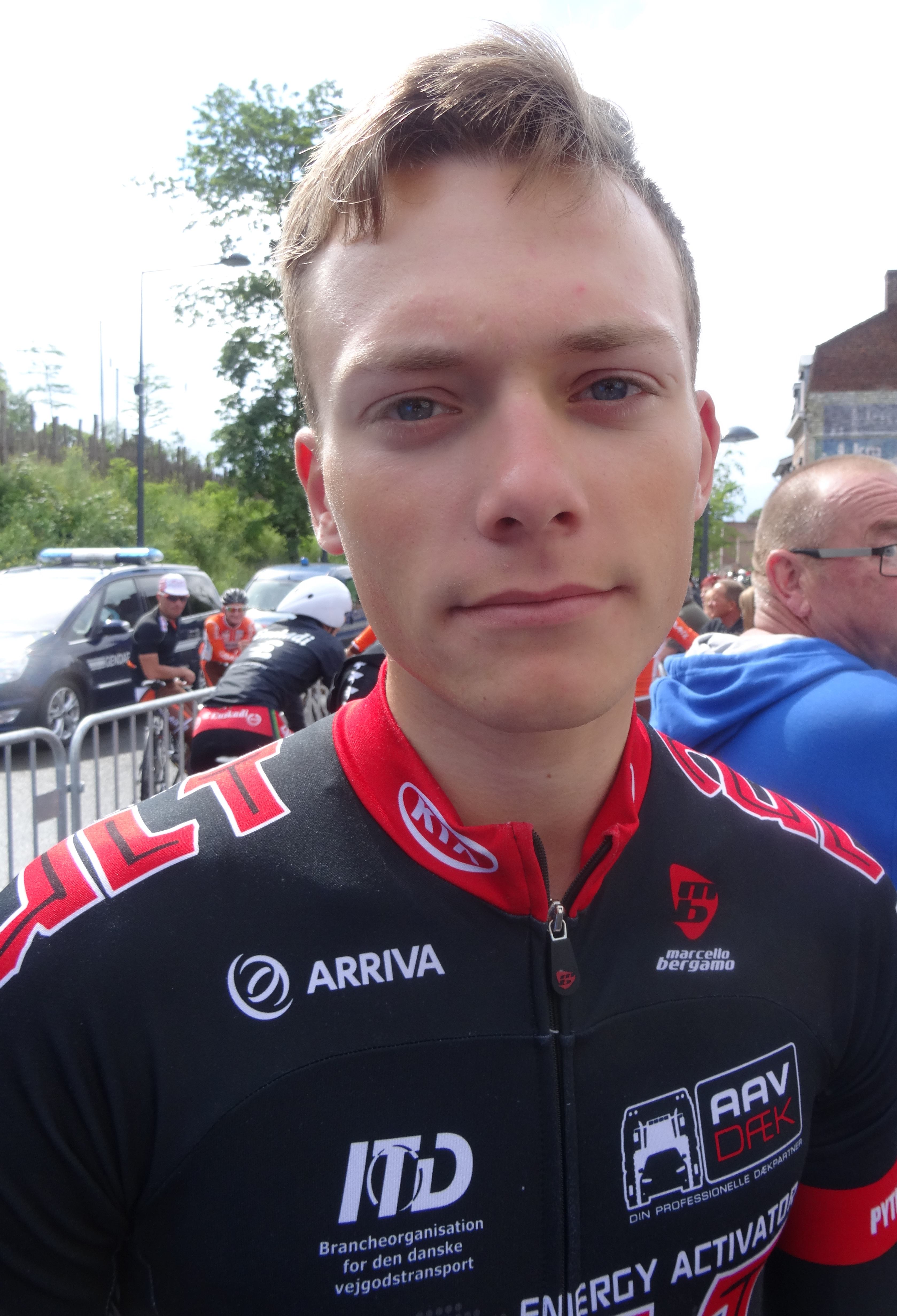
Michael Carbel Svendgaard.
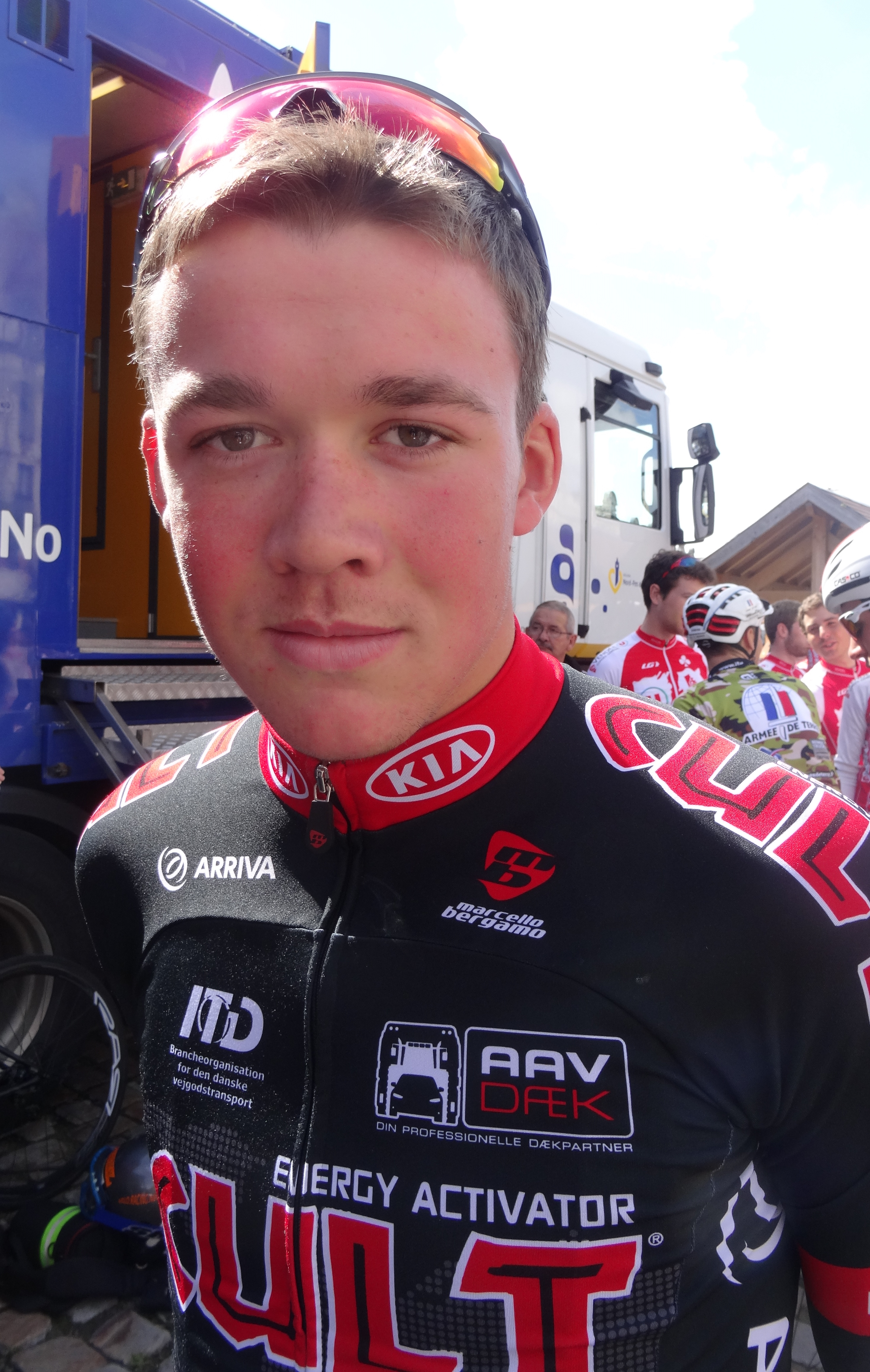
Mads Pedersen.
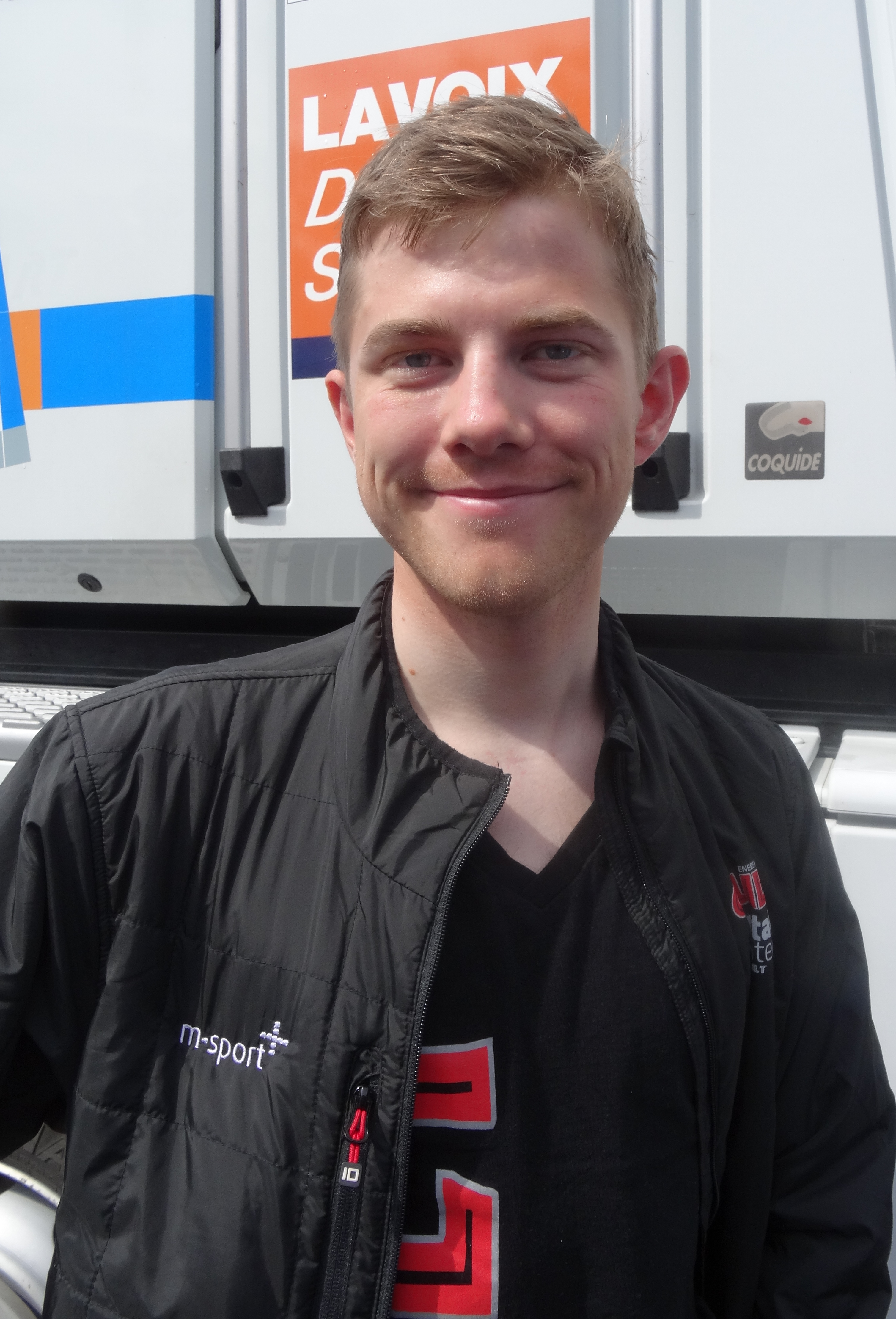
Rasmus Sterobo.
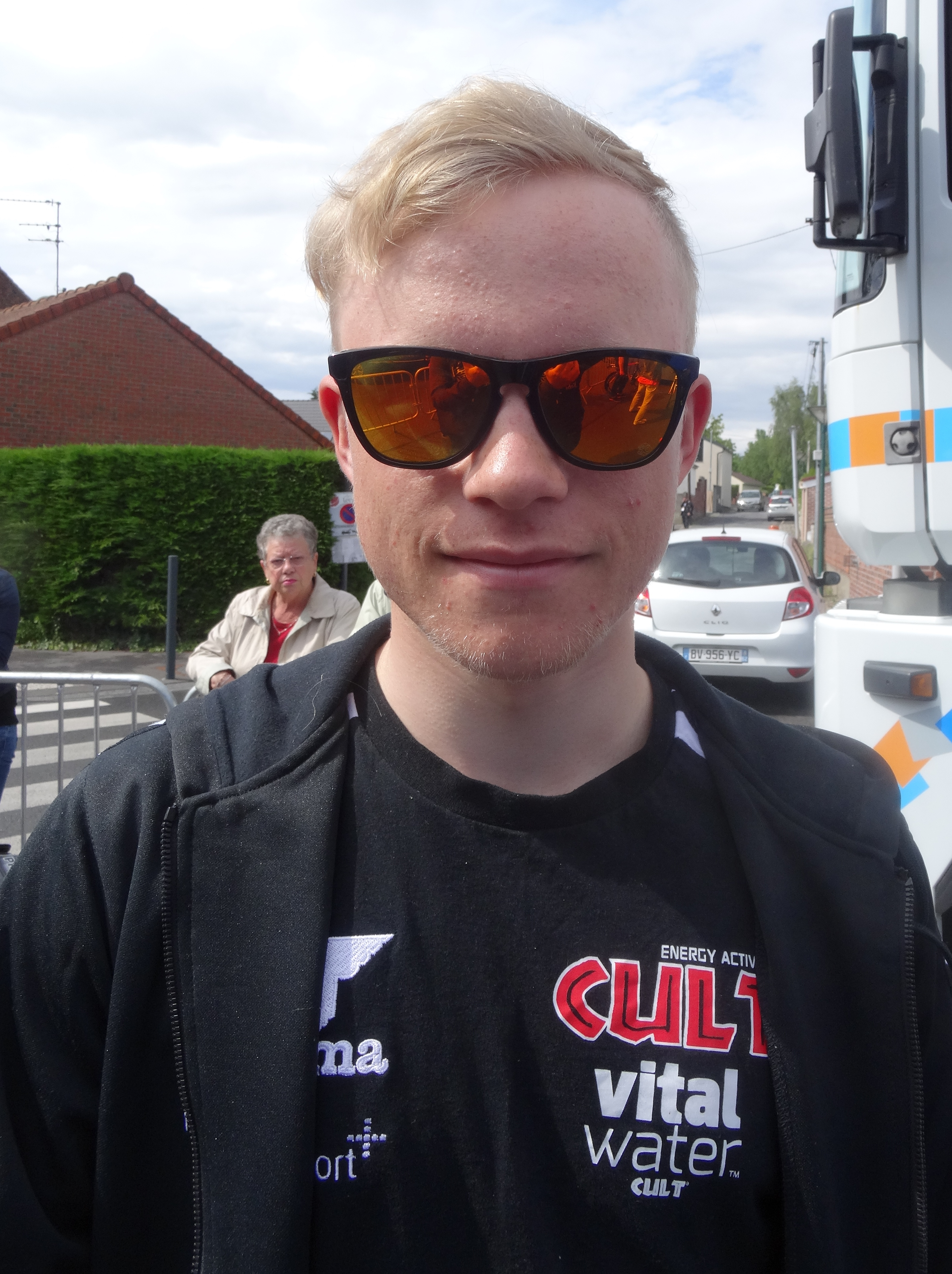
Mads Würtz Schmidt.

### Encadrement
Le manager de l'équipe est Crista Skelde. Les directeurs sportifs sont Michael Skelde et René Jocumsen.

## Bilan de la saison

### Victoires
L'équipe totalise dix-sept victoires sur route.
| Date       | Course                                         | Pays      | Classe | Vainqueur                 |
| ---------- | ---------------------------------------------- | --------- | ------ | ------------------------- |
| 09/03/2014 | Dorpenomloop Rucphen                           | Pays-Bas  | 1.2    | Michael Carbel Svendgaard |
| 14/03/2014 | 1re étape de l'Istrian Spring Trophy           | Croatie   | 2.2    | Magnus Cort Nielsen       |
| 15/03/2014 | 2e étape de l'Istrian Spring Trophy            | Croatie   | 2.2    | Magnus Cort Nielsen       |
| 16/03/2014 | Classement général de l'Istrian Spring Trophy  | Croatie   | 2.2    | Magnus Cort Nielsen       |
| 12/04/2014 | 2e étape du Circuit des Ardennes international | France    | 2.2    | Troels Vinther            |
| 17/04/2014 | 2e étape du Tour du Loir-et-Cher               | France    | 2.2    | Troels Vinther            |
| 01/05/2014 | Grand Prix de Francfort espoirs                | Allemagne | 1.2U   | Mads Pedersen             |
| 03/05/2014 | Himmerland Rundt                               | Danemark  | 1.2    | Magnus Cort Nielsen       |
| 04/05/2014 | Destination Thy                                | Danemark  | 1.2    | Magnus Cort Nielsen       |
| 11/05/2014 | Ringerike Grand Prix                           | Norvège   | 1.2    | Magnus Cort Nielsen       |
| 30/05/2014 | 3e étape du Tour des Fjords                    | Norvège   | 2.1    | Magnus Cort Nielsen       |
| 14/06/2014 | 3e étape de la Ronde de l'Oise                 | France    | 2.2    | Magnus Cort Nielsen       |
| 15/06/2014 | 4e étape de la Ronde de l'Oise                 | France    | 2.2    | Magnus Cort Nielsen       |
| 15/06/2014 | Classement général de la Ronde de l'Oise       | France    | 2.2    | Magnus Cort Nielsen       |
| 18/07/2014 | 2e étape du Czech Cycling Tour                 | Tchéquie  | 2.2    | Martin Mortensen          |
| 20/07/2014 | Classement général du Czech Cycling Tour       | Tchéquie  | 2.2    | Martin Mortensen          |
| 06/08/2014 | 1re étape du Tour du Danemark                  | Danemark  | 2.HC   | Magnus Cort Nielsen       |

### Classement UCI

#### UCI Europe Tour
L'équipe Cult Energy Vital Water termine à la 13e place de l'Europe Tour avec 821 points. Ce total est obtenu par l'addition des points des huit meilleurs coureurs de l'équipe au classement individuel, cependant seuls sept coureurs sont classés,.
| Rang | Coureur                   | Points |
| ---- | ------------------------- | ------ |
| 4    | Magnus Cort Nielsen       | 428    |
| 101  | Troels Vinther            | 116    |
| 168  | Michael Carbel Svendgaard | 78     |
| 188  | Martin Mortensen          | 71     |
| 257  | Mads Würtz Schmidt        | 52     |
| 337  | Mads Pedersen             | 40     |
| 370  | Lasse Bøchman             | 36     |